# Radoń
Radoń – potok w dorzeczu górnej Wisły, w Beskidzie Śląskim i na Pogórzu Cieszyńskim, lewostronny dopływ Bładnicy.
Źródło na wysokości ok. 590 m n.p.m. na stromym w tym miejscu północno-zachodnim stoku Małej Czantorii, w rejonie przysiółka Pod Usypem, należącego do Cisownicy, ale tuż przy granicy administracyjnej Ustronia. Tok źródłowy nosi nazwę Czantoria (dawniej również, zapewne na skutek błędu, występował czasem jako Rzeczyca). Spływa on generalnie w kierunku północnym, głęboką, wąską dolinką, w znacznej części zalesioną, pomiędzy wzniesieniami Grodzisko (551 m n.p.m.) i Malcowa Góra (528 m n.p.m.) po stronie zachodniej oraz Cis (ok. 523 m n.p.m.) po stronie wschodniej. W centrum Cisownicy, na wysokości ok. 380 m n.p.m., przyjmuje lewostronny dopływ Cisówkę i odtąd nosi nazwę Radoń.
Wśród lokalnej społeczności Cisownicy potok spływający spod „Usypu” nosi nazwę Przykopa. Z kolei Rzeczyca to niewielki ciek wodny, mający swe źródła w rejonie przysiółka Do Rzeczyc (też: Rzeczyca), pomiędzy wzgórzami Cis (523 m n.p.m., na południu) i Goruszka (432 m n.p.m., na północy), spływający łukiem na północ pod wschodnimi stokami Goruszki (na niektórych wersjach map Geoportalu również oznaczany jako Radoń). Według mieszkańców Cisownicy Cisówka ok. 100 m od remizy strażackiej łączy się z Przykopą, a na wysokości bloków mieszkalnych – z Rzeczycą, tworząc Radoń, i w takiej już postaci opuszcza miejscowość.
Dalej płynie generalnie w kierunku północnym, terenem rolniczym z luźno rozrzuconą zabudową. Koryto miernie kręte, dość głębokie, obrośnięte jedynie lokalnie pasem drzew i krzewów. W Kozakowicach Górnych przyjmuje prawobrzeżny dopływ z goleszowskiego przysiółka Równia, a nieco dalej, na wysokości ok. 322 m n.p.m. lewobrzeżną Podłęczankę. W rejonie Godziszowa koryto wykręca ku północnemu wschodowi. Tu przyjmuje z lewej strony Kisielówką, a nieco dalej z prawej Kozakówkę (też: Kozakowiankę), po czym na wysokości 308,5 m n.p.m. w Bładnicach Dolnych, już w granicach gminy Skoczów, uchodzi do Bładnicy.